# Activated Radical Combustion
ARC staat voor: Activated Radical Combustion. Dit is een systeem van Honda. 
Het gaat hierbij om de verbranding bij een tweetaktmotor die gedeeltelijk gestuurd wordt door radicalen (atomen) die de verbranding bevorderen. ARC stuurt het ontstaan van dergelijke radicalen waardoor voorontsteking wordt tegengegaan. Bij deellast, wanneer bij een tweetakt veel vers mengsel onverbrand in de uitlaatpoort verdwijnt, zorgen de radicalen samen met achtergebleven hete uitlaatgassen voor verbranding van dit mengsel. 
Er is dan dus geen ontstekingsmechanisme nodig. Omdat er bij verschillende toerentallen een andere compressie-einddruk nodig is zit er een schuif op (de AR-klep of ARC-klep) die het uitlaatkanaal meer of minder opent. ARC werd in 1995 getest tijdens de rally Granada-Dakar in de Honda EXP-2, en in 1997 geïntroduceerd op de Honda CRM 250 AR. Bij zeer lage toerentallen (<1500 tpm) wordt nog gewoon gevonkt. ARC levert voornamelijk winst op het gebied van brandstofverbruik en dus ook milieu. Het systeem wordt ook wel kortweg AR genoemd.